# Боболија (Прахова)
Боболија (рум. Bobolia) насеље је у Румунији у округу Прахова у општини Појана Кампина. Oпштина се налази на надморској висини од 369 m.

## Становништво
Према подацима из 2002. године у насељу је живело 546 становника, од којих су сви румунске националности.